# NGC 7623
NGC 7623 est une galaxie lenticulaire (?), située dans la constellation de Pégase. Sa vitesse par rapport au fond diffus cosmologique est de 3 368 ± 33 km/s, ce qui correspond à une distance de Hubble de 49,7 ± 3,5 Mpc (∼162 millions d'al). NGC 7623 a été découverte par l'astronome britannique William Herschel en 1785.
À ce jour, six mesures non basées sur le décalage vers le rouge (redshift) donnent une distance de 51,147 ± 6,961 Mpc (∼167 millions d'al), ce qui est à l'intérieur des valeurs de la distance de Hubble.

## Groupe de NGC 7541
Selon un article publié en 2007 par Levy et col., NGC 7623 est membre du groupe de NGC 7541, selon une convention non officiellle qui veut que l'on donne le nom d'un groupe à la galaxie la plus lumineuse. Selon cet article ce groupe de galaxies renferme sept membres. Les sutres galaxies du groupe sont NGC 7615, NGC 7541, UGC 12361, UGC 12552, UGC 12544 et UGC 12580. Ce groupe est situé à l'arrière-plan de l'amas de Pégasus I,.
La base de données NASA/IPAC metionne que NGC 7623 est aussi membre du groupe de WBL 708 en se basant sur un catalogue publié en mai 1999 par Richard A. White, Mark Bliton, Suketu P. Bhavsar, Patricia Bornmann, Jack O. Burns, Michael J. Ledlow et Christen Loken. La désignation employée pour les groupes de ce catalogue commence par les trois lettres WBL suivies d'un numéro de groupe. L'identification des galaxies est malheureusement toujours absente, mais la base de données NASA/IPAC permet souvent l'identification de celles-ci en entrant la requête "WBL xyz-..", où les lettres xyz correspondent au numéro du groupe et les deux points à un numéro toujours inférieur à 10. Les galaxies membres du groupe WBL 708 sont NGC 7615 (WBL 708-1), NGC 7621 ((WBL 708-2) et NGC 7623 ((WBL 708-3). Deux galaxies du groupe proposé par White et col. sont donc absentes de la liste de Levy et l'une d'entre elle (NGC 7615) est commune aux deux listes. 
Le tableau de la page du groupe de NGC 7541 permet de comparer les deux groupes et les principales caractéristiques des leurs membres. Mais, selon un troisième auteur, A.M. Garcia, NGC 7623 est une galaxie du groupe de NGC 7619 et c'est aussi une galaxie émettrice de rayon X membre de ce même groupe.

## Groupe de NGC 7619
Selon A. M. Garcia, NGC 7623 est membre du groupe de NGC 7619. Selon lui, ce groupe de galaxies renferme au moins 25 membres. Mais, selon un article plus récent publié par Levy et ses collègues en 2007, certaines galaxies retenues par Garcia font aussi partie d'un groupe de galaxies situé dans le centre de l'amas de Pégasus I,. Selon cet article, ce groupe renfermerait 30 galaxies. La galaxie NGC 7623 est dans la liste de Garcia. Sengupta et coll. font aussi mention de ce groupe dans un article plublié en 2006. Ils n'incluent que 17 galaxies, toutes émettrices de rayon X, dont NGC 7623, mais elles se retrouvent soit dans le liste de Garcia ou dans celle de Levy et souvent dans les deux listes, à l'exception de KUG 2318+079B. La galaxie CGCG 406-086 est une autre désignation pour KUG 2318+079B qui est dans la liste de Levy. De même la désignation Z406-086 est la galaxie CGCG 406-086. En ajoutant la galaxie KUG 2318+079B, on obtient un total d'au moins 43 membres pour ce groupe. Cependant, la galaxie désignée comme [OB97] P05-6 dans la liste de Levy est introuvable dans toutes les sources consultées. Le calcul de la distance moyenne du groupe a donc pris en compte 42 galaxies. Abraham Mahtessian mentionne aussi l'existence de ce groupe, mais toutes les galaxies qu'il inclue dans celui-ci sont aussi dans la liste de Garcia.
La moyenne des distances et des incertitudes des galaxies de la liste de Garcia est de 47,5 ± 3,3 Mpc (∼155 millions d'al) et celle de Levy et ses collègues est de 49,7 ± 3,5 Mpc (∼162 millions d'al). La moyenne des distances et des incertitudes des galaxies des deux groupes réunis est de 49,1 ± 3,9 Mpc (∼160 millions d'al).
Comme on peut le constater, les critères de regroupement des galaxies varient d'un auteur à l'auteur, mais aussi sans doute en fonction de la précicion de plus en plus bonnes des mesures.